# Erich Collin
Pour les articles homonymes, voir Collin.
Erich Adolf Max Abraham Collin, né le 26 août 1899 à Berlin (Allemagne) et mort le 28 avril 1961 à Los Angeles (États-Unis), est un chanteur germano-américain, connu pour être le deuxième ténor de l'ensemble vocal Comedian Harmonists.

## Biographie
Après avoir obtenu son diplôme d'études secondaires, il est enrôlé dans l'armée allemande en 1918, peu avant la fin de la Première Guerre mondiale. Après sa libération de l'armée, il commence l'école de médecine sur l'insistance de son père, mais abandonne après le septième semestre. Toujours en raison de la pression parentale, il commence un apprentissage dans une banque, qu'il quitte également après la mort de son père. Finalement, il entreprend des études à l'Université des arts de Berlin (Musikhochschule) de Berlin en 1924. Il y rencontre Erwin Bootz, qui l'amene aux Comedian Harmonists en 1929, où il remplace Willi Steiner en tant que deuxième ténor.

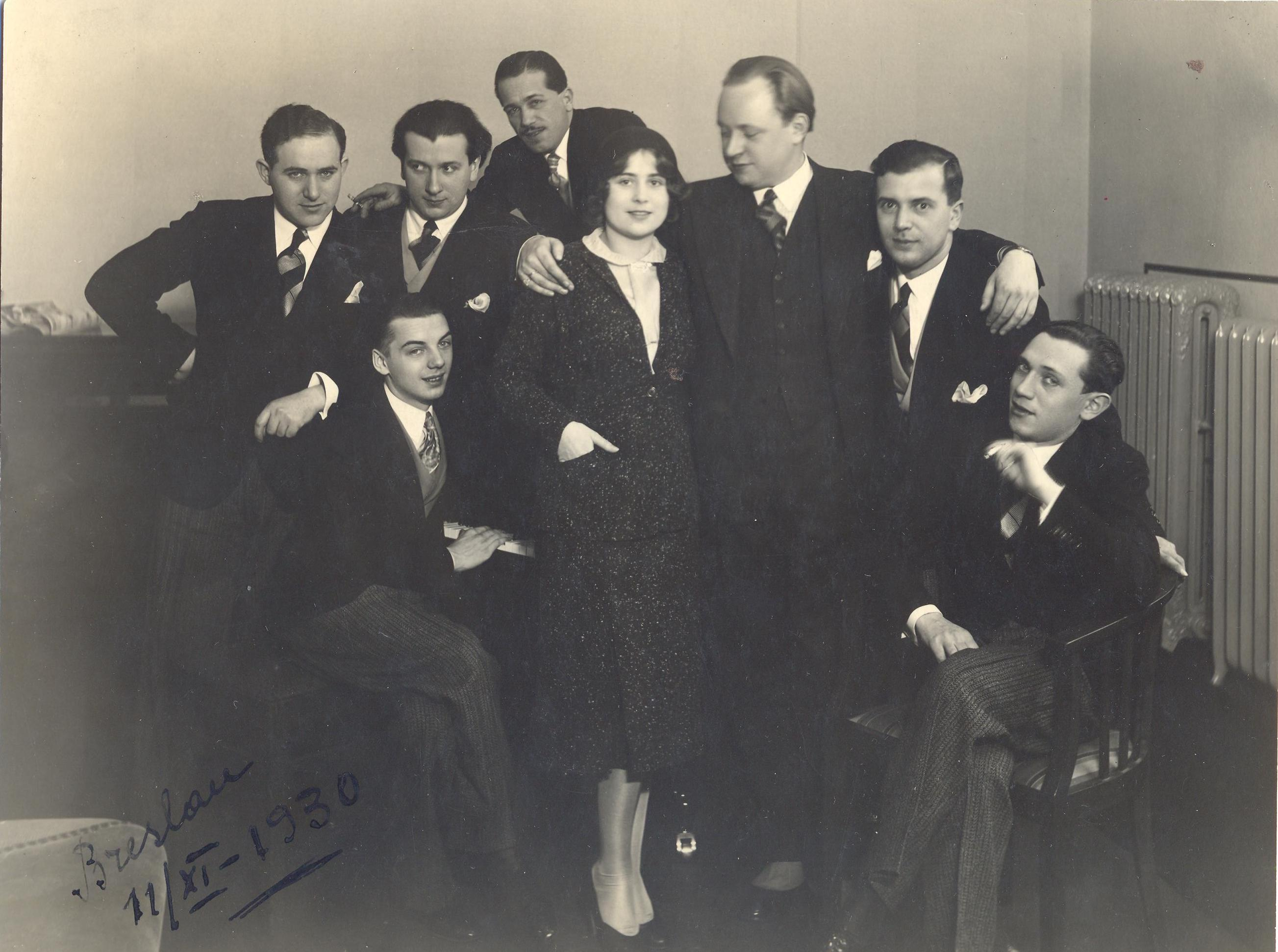
Erich Collin (debout à l'extrême droite) avec les Comedian Harmonists, Breslau 1930.

En 1935, les trois membres juifs des Comedian Harmonists sont interdits de se produire en Allemagne, après quoi le groupe se sépare et Collin et ses deux collègues juifs émigrent à Vienne avec leurs femmes. Ils forment un nouvel ensemble, Emigrant (ou Viennese Group), qui, à partir de 1937, utilisent principalement le nom de Comedy Harmonists. Pendant leurs longues tournées en Europe, en Union soviétique, en Australie, en Afrique du Sud et en Amérique du Sud, la femme et la fille de Collins sont restées chez des parents en France. Sa sœur Annemarie a réussi à s'échapper d'Allemagne pour l'Australie, où les Harmonists espéraient s'installer malgré les inquiétudes concernant une éventuelle détention en tant qu'étrangers ennemis après le début de la Seconde Guerre mondiale. Ce plan échoue, cependant, lorsque le groupe ne peut pas retourner en Australie après une tournée nord-américaine en 1940 en raison du déclenchement de la guerre navale qui a mis un terme aux voyages civils à l'étranger.
Le 28 avril 1961, il meurt d'une insuffisance cardiaque lors d'une appendicectomie, à l'âge de 61 ans.
Sa tombe est située au Hollywood Forever Cemetery.
Pour le film documentaire sur les comédiens Harmonistes d'Eberhard Fechner, sorti en 1976, la sœur de Collins Annemarie et sa femme Fernande ont été interviewées, fournissant des informations sur sa vie et l'histoire de sa famille. Dans le long métrage Comedian Harmonists de Joseph Vilsmaier, Collin a été interprété par l'acteur allemand Heinrich Schafmeister. 